# Гоу, Жерар
Жера́р Би Гуа́ Гоу́ (фр. Gérard Bi Goua Gohou; род. 29 декабря 1988, Ганьоа) — руандийский и ивуарийский футболист, нападающий.

## Карьера

### Клубная
Начал заниматься футболом в 2004 году в ивуарийской команде «ЖК Абиджан». В 2007 году в составе команды 19-летний Гоу дебютировал в высшей футбольной лиге Кот-д’Ивуара.
Год спустя перешёл в марокканский клуб «Хассани Агадир». И с ходу стал лучшим бомбардиром чемпионата с 15 мячами. Его заметили, и в начале 2010 года Жерар пополнил состав швейцарского «Ксамакса». Летом 2011 года заключил контракт с турецким клубом первой лиги «Денизлиспор». Спустя год перешёл в другой клуб первой лиги «Кайсери Эрджиесспор», в составе которого с 19 забитыми мячами стал лучшим бомбардиром сезона 2012/13 и помог клубу перейти в Суперлигу.
5 июля 2013 года заключил трёхлетний контракт с «Краснодаром». Свой первый гол в составе команды забил 3 ноября в матче с «Кубанью» (1:2). Но в основу не пробился, редко выходя на замену. В клубе играл вместе с бразильцем Исаэлем, вместе и ушли в «Кайрат».
Летом 2014 года присоединился к алматинскому «Кайрату». Сделал хет-трик уже в своём втором матче, в котором «Кайрат» разгромил действующего чемпиона Казахстана «Актобе» 7:1. Всего забил 12 голов в чемпионате за полсезона (13 игр) и помог клубу выиграть бронзовые медали. Сыграл 4 игры в квалификации Лиги Европы без голов, но внёс весомый вклад в победу «Кайрата» в Кубке Казахстана 2014 (забил победные два гола «Актобе» в финале (4:1).
В следующем сезоне Гоу стал лучшим бомбардиром чемпионата Казахстана с 22 голами в 28 матчах и помог клубу завоевать серебряные медали. Забил три гола в 4 играх выигранного в финале у «Астаны» Кубка Казахстана 2015. В семи матчах Лиги Европы забил четыре гола и команда вышла Раунд плей-офф, где уступила французскому «Бордо». Три месяца подряд (апрель, май, июнь) Гоу признавался лучшим футболистом и в итоге был признан ФФК футболистом года. «Кайрат» продлил с ним контракт до конца 2017 года. И положил ему самую высокую зарплату легионеру в Казахстане — 1,8 миллиона евро в год. Больше, чем Аршавину.
В сезоне 2016 года Гоу выиграл с командой в марте Суперкубок Казахстана, а потом вновь с 22 голами в 29 матчах стал лучшим бомбардиром чемпионата Казахстана и помог клубу снова стать вице-чемпионом страны. В Кубке провёл 4 игры, включая проигранный «Астане» финал (0-1), но голами не отметился. Зато в четырёх матчах квалификации Лиги Европы забил три гола (один «Маккаби» на выезде). И заинтересовал московский ЦСКА и китайские клубы, а израильский «Маккаби» дважды предложил за него «Кайрату» 4,5 миллиона долларов.
В марте 2017 года Гоу выиграл с «Кайратом» свой второй Суперкубок Казахстана, а в конце сентября повторил своё достижение предыдущих двух лет — снова 22 гола после 29 тура текущего чемпионата. И за три года стал лучшим бомбардиром «Кайрата» в постсоветской истории (78 голов). А в 4 матчах квалификации Лиги Европы забил 4 гола и стал лучшим бомбардиром казахстанских клубов в Еврокубках с 11 голами за три сезона. 14 октября Жерар забил единственный гол в ворота «Атырау» в финале Кубка Казахстана, проходившем в Актобе и принёс победу своей команде. Но, уходя с поля при замене, показал публике двусмысленный по мнению арбитра жест, похлопав ладонью по бицепсу правой согнутой руки, и получил красную карточку. Но с тремя голами в трёх матчах стал лучшим бомбардиром Кубка. По итогам чемпионата стал подряд трёхкратным вице-чемпионом Казахстана, в 32 матчах забил 24 гола (всего 80 за 3,5 сезона в «Кайрате»). Однако, 13 ноября 2017 года по окончании чемпионата Жерар Гоу объявил в Инстаграме о своём уходе из «Кайрата». Клуб отказался от его услуг в связи в требованием повысить зарплату.
5 февраля 2018 года Жерар Гоу подписал контракт с китайским клубом Первой лиги «Бэйцзин Энтерпрайзес».

### В сборной
Выступал за молодёжную сборную Кот-д’Ивуара до 23 лет в 2010 году в международном турнире в Тулоне (Франция). Провёл в её составе пять матчей, в которых отличился тремя забитыми мячами. Больше в сборную не привлекался, что вызвало вопросы у ивуарийской прессы.

## Достижения
Кот-д’Ивуар (олимп.)
- Победитель турнира в Тулоне: 2010

«Кайсери Эрджиесспор»
- Победитель первой лиги Турции: 2012/13

«Кайрат»
- Бронзовый призёр чемпионата Казахстана: 2014
- Серебряный призёр чемпионата Казахстана (3): 2015, 2016, 2017
- Обладатель Кубка Казахстана (3): 2014, 2015, 2017
- Обладатель Суперкубка Казахстана (2): 2016, 2017

«Актобе»
- Серебряный призёр чемпионата Казахстана: 2022

### Личные
- Лучший бомбардир чемпионата Марокко: 2008/09 (15 мячей)
- Лучший бомбардир Первой лиги Турции: 2012/13 (19 мячей)
- Лучший бомбардир чемпионатов Казахстана: 2015 (22 мяча), 2016 (22 мяча), 2017 (24 мяча)
- Лучший футболист года чемпионатов Казахстана 2015 и 2017[21].
- Член бомбардирского Клуба Нилтона Мендеса (99 голов)[22].

## Клубная статистика
| Выступление          | Выступление       | Выступление      | Чемпионат | Чемпионат | Кубки | Кубки | Еврокубки | Еврокубки | Прочие | Прочие | Итого | Итого |
| Клуб                 | Лига              | Сезон            | Игры      | Голы      | Игры  | Голы  | Игры      | Голы      | Игры   | Голы   | Игры  | Голы  |
| -------------------- | ----------------- | ---------------- | --------- | --------- | ----- | ----- | --------- | --------- | ------ | ------ | ----- | ----- |
| Ксамакс              | Суперлига         | 2009/10          | 11        | 2         | 0     | 0     | 0         | 0         | 0      | 0      | 11    | 2     |
| Ксамакс              | Суперлига         | 2010/11          | 30        | 7         | 6     | 0     | 0         | 0         | 0      | 0      | 36    | 7     |
| Ксамакс              | Итого             | Итого            | 41        | 9         | 6     | 0     | 0         | 0         | 0      | 0      | 47    | 9     |
| Денизлиспор          | Первая лига       | 2011/12          | 27        | 7         | 0     | 0     | 0         | 0         | 0      | 0      | 27    | 7     |
| Денизлиспор          | Итого             | Итого            | 27        | 7         | 0     | 0     | 0         | 0         | 0      | 0      | 27    | 7     |
| Кайсери Эрджиесспор  | Первая лига       | 2012/13          | 31        | 19        | 0     | 0     | 0         | 0         | 0      | 0      | 31    | 19    |
| Кайсери Эрджиесспор  | Итого             | Итого            | 31        | 19        | 0     | 0     | 0         | 0         | 0      | 0      | 31    | 19    |
| Краснодар            | Премьер-лига      | 2013/14          | 6         | 1         | 1     | 1     | 0         | 0         | 0      | 0      | 7     | 2     |
| Краснодар            | Итого             | Итого            | 6         | 1         | 1     | 1     | 0         | 0         | 0      | 0      | 7     | 2     |
| Кайрат               | Премьер-лига      | 2014             | 13        | 12        | 3     | 2     | 4         | 0         | 0      | 0      | 20    | 14    |
| Кайрат               | Премьер-лига      | 2015             | 28        | 22        | 4     | 3     | 7         | 4         | 1      | 0      | 40    | 29    |
| Кайрат               | Премьер-лига      | 2016             | 29        | 22        | 4     | 0     | 4         | 3         | 1      | 0      | 38    | 25    |
| Кайрат               | Премьер-лига      | 2017             | 32        | 24        | 3     | 3     | 4         | 4         | 1      | 0      | 40    | 31    |
| Кайрат               | Итого             | Итого            | 102       | 80        | 14    | 8     | 19        | 11        | 3      | 0      | 138   | 99    |
| Бэйцзин Энтерпрайзес | Первая лига Китая | 2018/19          | 21        | 10        | 0     | 0     | 0         | 0         | 0      | 0      | 21    | 10    |
| Бэйцзин Энтерпрайзес | Первая лига Китая | 2019/20          | 27        | 21        | 0     | 0     | 0         | 0         | 0      | 0      | 27    | 21    |
| Бэйцзин Энтерпрайзес | Итого             | Итого            | 48        | 31        | 0     | 0     | 0         | 0         | 0      | 0      | 48    | 31    |
| Касымпаша            | Суперлига         | 2020/21          | 4         | 0         | 0     | 0     | 0         | 0         | 0      | 0      | 4     | 0     |
| Касымпаша            | Итого             | Итого            | 4         | 0         | 0     | 0     | 0         | 0         | 0      | 0      | 4     | 0     |
| Всего за карьеру     | Всего за карьеру  | Всего за карьеру | 259       | 147       | 18    | 9     | 19        | 11        | 3      | 0      | 299   | 167   |